# هندسة الإنشاءات

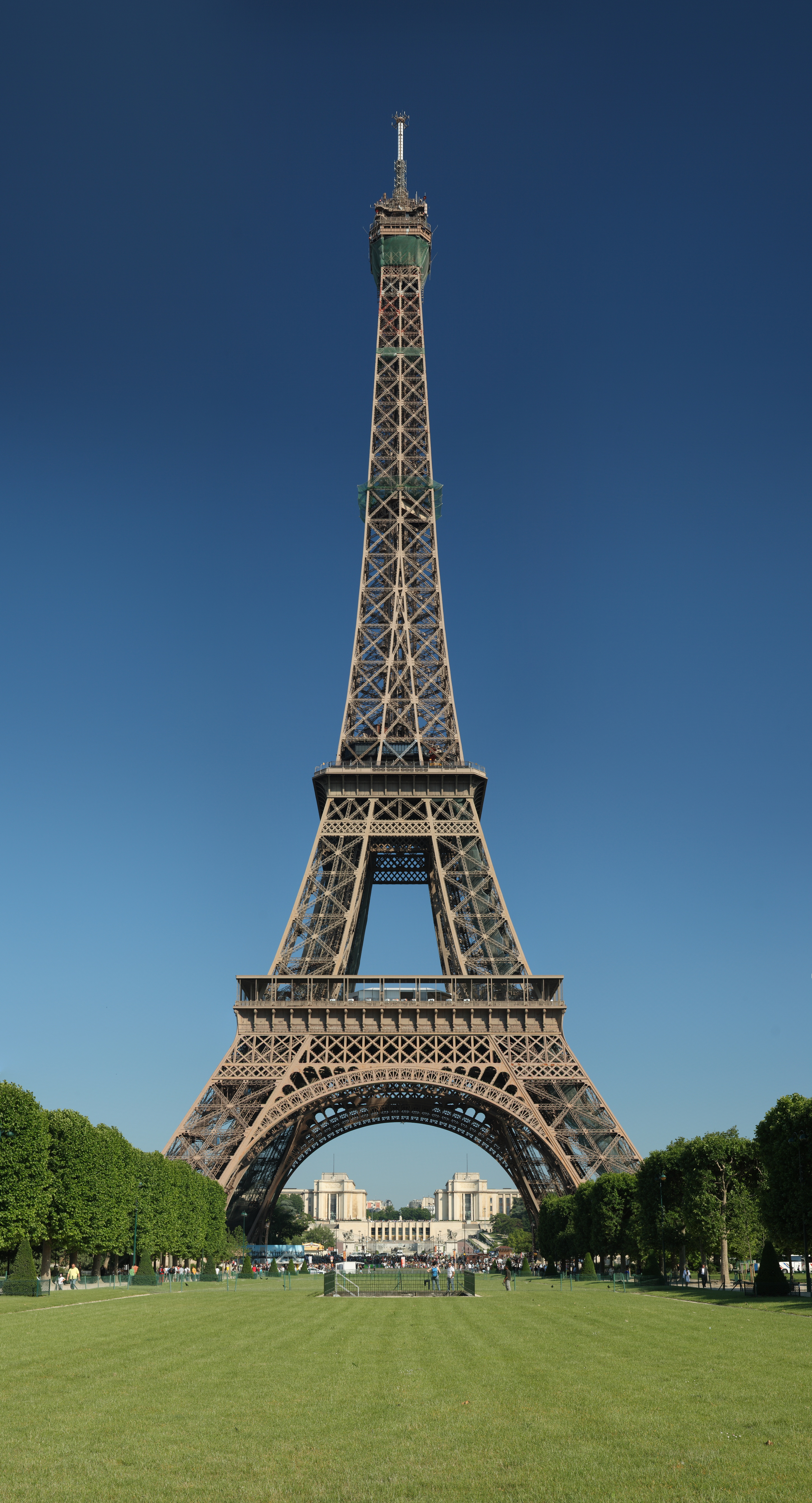
يعتبر برج إيفل في باريس إنجازا تاريخيا للهندسة الإنشائية.

الهندسة الإنشائية هي أحد فروع الهندسة المدنية حيث يتم تدريب المهندسين الإنشائيين على تصميم مكونات المنشئات الهندسية. يحتاج المهندسون الإنشائيون إلى فهم وحساب ثبات وقوة وصلابة الهياكل الإنشائية للمباني والمنشأة الهندسية لغير المباني. يتكامل عمل المصممين الإنشائيين مع تصميمات المصممين الآخرين مثل المهندسين المعماريين ومهندسي خدمات البناء وغالبًا ما يشرف المهندسيين الإنشائيين على تنفيذ المقاولين لمشاريع التشييد في الموقع. كما يمكن إشراكهم في تصميم الآلات والمعدات الطبية والمركبات حيث تؤثر النزاهة الإنشائية على الأداء والسلامة. السلامة جانب مهم من الهندسة الإنشائية.
تعتمد نظرية الهندسة الإنشائية على القوانين الفيزيائية المطبقة والمعرفة التجريبية للأداء الإنشائي للمواد المختلفة والإشكال الهندسية. كما يستخدم التصميم الهندسي الإنشائي عددًا من العناصر الإنشائية البسيطة نسبيًا لبناء أنظمة الإنشائية أكثر تعقيدا. المهندسون الإنشائيون مسؤولون عن استخدام خلاق وفاعل للمصادر المالية للمشاريع بالأضافة الي إيجاد حلول لعناصر إنشائية ومواد لتحقيق هذه الأهداف.

## التاريخ
المقال الرئيسي: تاريخ الهندسة الإنشائية

بونت دي غار في فرنسا هي قناة نقل مياه من فترة الحكم الروماني شيدت في عام 19 قبل الميلاد

الهندسة الإنشائية يعود تاريخها إلى 2700 قبل الميلاد. عندما تم بناء الهرم التدريجي للفرعون زوسر من قبل إمحوتب، والذي يعتبر أول مهندس في التاريخ معروف بالاسم. حيث كانت الأهرامات أكثر الهياكل الرئيسية شيوعًا التي شيدتها الحضارات القديمة لأن الشكل الهيكلي للهرم مستقر بطبيعته ويمكن تقريبًا أن تبنى بأحجام لا نهائية الضخامة (و على عكس معظم الأشكال الهيكلية الأخرى، والتي لا يمكن زيادتها خطيًا نتيجة لتناسب زيادة الحجم طرديا مع زيادة الأحمال).
يعتمد الاستقرار الإنشائي للهرم، الذي اكتسب في المقام الأول من شكله، أيضًا على قوة الحجر الذي يتم بناؤه منه، وقدرته على دعم وزن الحجرالذي فوقه. وغالبًا ما يتم أخذ كتل الحجر الجيري من محجر بالقرب من موقع البناء ولهذه الحجارة قوة انضغاط من 30 إلى 250 ميجا باسكال (الميجا باسكال = الباسكال * 10 ^ 6). ولذلك، فإن القوة الهيكلية للهرم تنبع من الخواص المادية للحجارة التي بنيت عليها علاوة الشكل الهندسي الهرم.
على مدار التاريخ القديم والعصور الوسطى، تم تنفيذ معظم التصاميم المعمارية والبناء من قبل الحرفيين، مثل الحجارين والنجارين، مما يرتفع إلى دور البناء الرئيسي. حيث لم تكن هناك أي نظرية لهندسة الإنشاءات، كما أن فهم كيفية صمود وإستقرار الهياكل الإنشائية وقتها كان محدودة للغاية، كما إستندت بشكل شبه كلي إلى دليل تجريبي على «ما كان يعمل من قبل». مما أبقى على المعرفة حصرا لدى النقابات ونادرا ما تحل محلها أي تطورات حديثة. وكنتيجة لذلك كانت المنشاءات مكررة، بينما إزدادت تدريجيا في الحجم.
لا توجد سجل للحسابات الأولى لقوة الأعضاء الإنشائية أو سلوك المادة الإنشائية، لكن مهنة الهندسة الإنشائية لم تتشكل إلا مع الثورة الصناعية وإعادة اختراع الخرسانة (انظر تاريخ الخرسانة). حيث بدأت الهندسة الإنشائية الأساسية في عصر النهضة مع بدأ فهم المفاهيم الفيزيائية التي تدعمهما ومنذ ذلك الحين الي الآن تطورت الهندسة الإنشاية مع ظهور تطبيقات حاسوبية رائدة في السبعينيات.

## الجدول الزمني

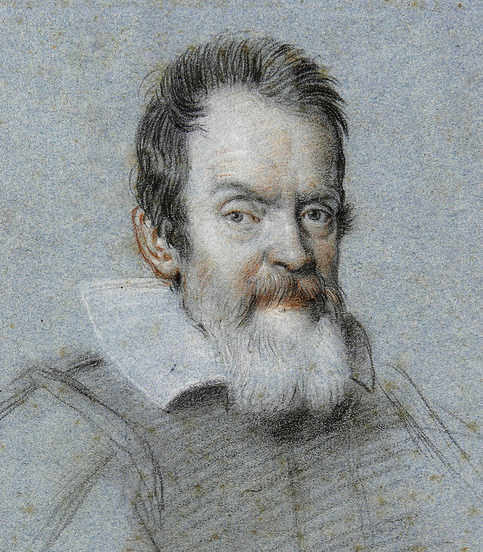
نشر جاليليو جاليلي كتاب «العلميين الجديدين» الذي درس فيه فشل الهياكل البسيطة

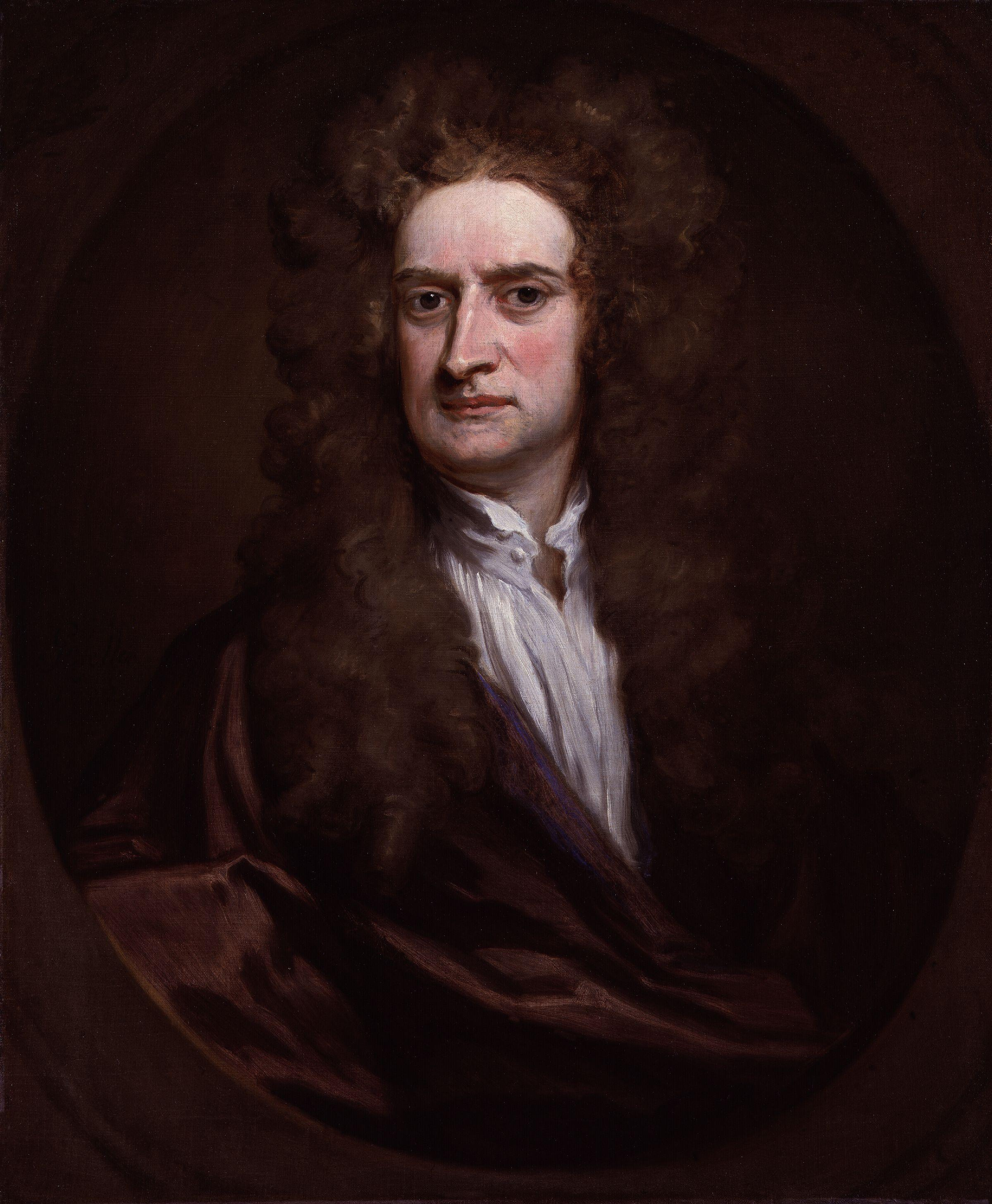
نشر إسحاق نيوتن كتابه الأصول الرياضية للفلسفة الطبيعية الذي يحتوي على قوانين نيوتن للحركة

تطور الهندسة الإنشائية مر بعدد من المراحل منها:
- 1452-1515 قدم ليوناردو دا فينشي مساهمات كثيرة.
- 1638: نشر جاليليو جاليلي كتاب «علميين جديدين» الذي درس فيه فشل المنشاءات البسيطة.
- 1660: اكتشاف قانون هوك من قبل روبرت هوك.
- 1687: نشر إسحاق نيوتن كتاب الأصول الرياضية للفلسفة الطبيعية الذي يحتوي على قوانين نيوتن للحركة.
- 1750: معادلة أويلر بيرنولي.
- 1700-1782: قدم دانيال برنولي مبدأ العمل الافتراضي.
- 1707-1783: طور ليونارد أويلر نظرية إنبعاج الأعمدة.
- 1826: نشر كلود نافييه أطروحة على السلوكيات المرنة للمنشاءات.
- 1873: قدم كارلو ألبرتو كاستيغليانو أطروحته حول الأنظمة المرنة (بالإيطالية: Intorno ai sistemi elastici)‏، والتي تحتوي على نظريته لحساب الإزاحة بناء على مشتق جزئي لطاقة الإجهاد. وتتضمن هذه النظرية طريقة «العمل الأقل» كحالة خاصة
- 1874: رسم أوتو موهر فكرة وجود المنشاءات المحددة إستاتيكيا.
- 1922: تيموشينكو بتصحيح معادلة أويلر برنولي للأبيام
- 1936: نشر هاردي كروس طريقة توزيع العزوم، ابتكار هام في تصميم الإطارات المستمرة.
- 1941: حل ألكسندر هريننيكوف تصريف مشاكل مرونة الطائرة باستخدام إطار شبكي.
- 1942: قام ر. كورانت بتقسيم المجال إلى مكونات لا نهائية.
- 1956: ج. ترنر، ر. كولخ، ه. مارنت، ول. توب طرحوا ورقة علمية حول «صلابة وانحراف الهياكل المعقدة» قدمت اسم «طريقة العناصر المحدودة» التي أعترف بها على نطاق واسع كأول طرح شامل للطريقة بشكلها المعروف اليوم

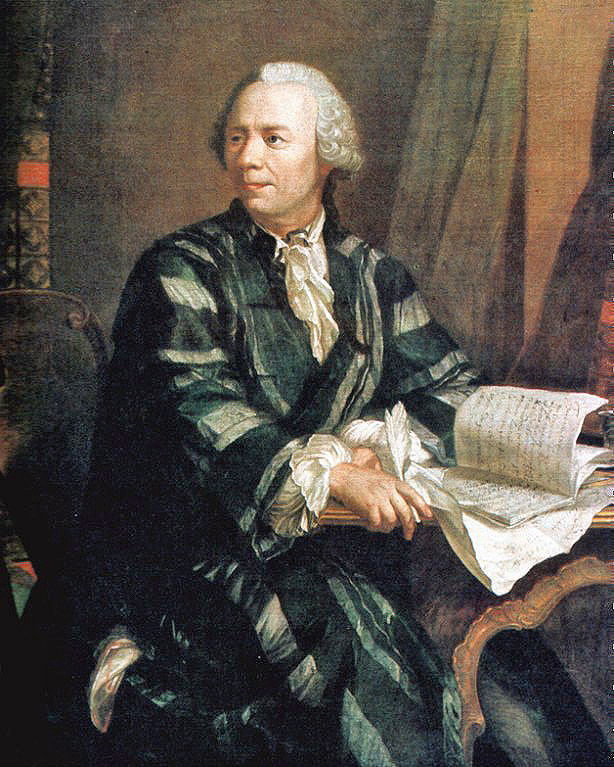
طور ليونارد أويلر أول نظرية لأنبعاج الأعمدة تحت الضغط

## الفشل الإنشائي
المقالات الرئيسية: الفشل الإنشائي وقائمة الفشل الإنشائي والانهيارات
يحتوي تاريخ الهندسة الإنشائية على العديد من الانهيارات والفشل. ويرجع ذلك في بعض الأحيان إلى الإهمال الواضح، كما هو الحال في انهيار مدرسة بيتون فايل، حيث قام القس فورتين أوغستين «ببناء المبنى من تلقاء نفسه، قائلاً إنه لم يكن بحاجة إلى مهندس حيث كان لديه معرفة جيدة بالبناء» ولقد أدى الانهيار الجزئي للمدرسة المكونة من ثلاثة طوابق الي أرسال الجيران هاربين. كما قتل الانهيار النهائي 94 شخصا، معظمهم من الأطفال.
في حالات أخرى، تتطلب حالات الفشل الهيكلي دراسة متأنية، وقد أدت نتائج هذه الاستفسارات إلى تحسين الممارسات وزيادة فهم علم الهندسة الإنشائية. بعض هذه الدراسات هي نتيجة تحقيقات هندسية في مجال الهندسة الشرعية حيث يبدو أن المهندس الأصلي قد قام بكل شيء وفقا لحالة المهنة والممارسة المقبولة حتى الآن ومع ذلك فأن المنشاءة فشلت. ويمكن العثور على حالة مشهورة من المعرفة والممارسة الإنشائية التي تقدم سلسلة من الإخفاقات التي تنطوي على الصناديق المغلقة التي انهارت في أستراليا خلال السبعينيات.

## المبادئ النظرية للهندسة الإنشائية
المقال الرئيسي: نظرية الهندسة الإنشائية
تعتمد الهندسة الإنشائية على معرفة تفصيلية بالميكانيكا التطبيقية وعلم المواد والرياضيات التطبيقية لفهم وتوقع كيفية دعم المنشاءات ومقاومة الوزن الذاتي والأحمال المفروضة. لتطبيق المعرفة بنجاح يتطلب المهندس الإنشائي معرفة تفصيلية بأكواد التصميم التجريبي والنظري ذات الصلة، وتقنيات التحليل الإنشائي، بالإضافة إلى بعض المعرفة بمقاومة التآكل للمواد والمنشاءة، خاصة عندما تكون تلك المنشاءات معرضة لظروف البيئة الخارجية. منذ التسعينات، أصبحت البرمجيات المتخصصة متاحة للمساعدة في تصميم الهياكل، مع وظيفة للمساعدة في رسم وتحليل وتصميم الهياكل بأقصى قدر من الدقة؛ وتشمل الأمثلة على ذلك الأتوكاد، و StaadPro، والإيتابس، وProkon، وRevit Structure، وInducta RCB، وما إلى ذلك. وقد تأخذ هذه البرامج أيضًا في الاعتبار الأحمال البيئية، مثل الزلازل والرياح.

## التخصص
المقال الرئيسي: مهندس إنشائي

الشكل يوضح برغي معرض لإجهاد القص. يوضح الشكل العلوي القص المنفرد، يوضح الشكل السفلي القص المزدوج

المهندسون الإنشائيون مسؤولون عن التصميم الهندسي والتحليل الإنشائي. يمكن للمهندسين الإنشائي المبتدئين تصميم العناصر الإنشائية الفردية للمنشاءة، مثل العوارض وأعمدة للمبنى. قد يكون المهندسون الأكثر خبرة مسئولين عن التصميم الإنشائي وسلامة المنشاءة بأكملها، في حالة منشاءات كالمبانى.
غالباً ما يتخصص المهندسون الإنشائيون في أنواع معينة من الهياكل، مثل المباني والجسور وخطوط الأنابيب والصناعية والأنفاق والمركبات والسفن والطائرات والمركبات الفضائية. المهندسون الإنشائيون المتخصصون في المباني غالباً ما يتخصصون في مواد بناء معينة مثل الخرسانة والفولاذ والخشب والبناء والسبائك والمركبات، وقد يركزون على أنواع معينة من المباني مثل المكاتب والمدارس والمستشفيات والمساكن وما إلى ذلك.
لقد وجدت مهنة الهندسة الإنشائية منذ أن بدأ البشر ببناء منشاءاتهم الخاصة. وأصبحت المهنة أكثر تحديداً وتم إضفاء الطابع الرسمي مع ظهور الهندسة المعمارية كمهنة متميزة عن الهندسة خلال الثورة الصناعية في أواخر القرن التاسع عشر. حتى ذلك الحين، حيث كان المهندس المعماري والمهندس الإنشائي عادةً قديما نفس الشيء - بما يعرف بالباني الرئيسي. ولكن مع تطور المعرفة المتخصصة في النظريات الأنشاءات التي ظهرت خلال القرن التاسع عشر وأوائل القرن العشرين، ظهر المهندسون الإنشائيون المحترفون.
يتضمن دور المهندس الإنشائي اليوم فهمًا مهمًا لكل من التحميل الساكن والديناميكي، والمنشاءات المتاحة لمقاومتها. مما يتطلب تعقيد الهياكل الحديثة في كثير من الأحيان قدرا كبيرا من الإبداع من المهندس من أجل ضمان دعم الهياكل ومقاومة الأحمال التي تتعرض لها. وعادة ما يكون لدى المهندس الإنشائي شهادة جامعية بعد الدراسة المتواصلة لمدة أربع أو خمس سنوات، تليها ثلاث سنوات على الأقل من الممارسة المهنية قبل اعتباره مؤهلاً تمامًا. المهندسون الإنشائيون مرخصون أو معتمدون من قبل مختلف الجمعيات العلمية والهيئات التنظيمية في جميع أنحاء العالم (على سبيل المثال، معهد المهندسين الإنشائيين في المملكة المتحدة). واعتمادا على الدورة الدراسية التي درسوها و / أو الاختصاص فأنهم يسعون للحصول على ترخيص له، فقد يكونون هنالك مهندسين معتمدين (أو مرخّصين) كمهندسين إنشائيين فقط، أو كمهندسين مدنيين، أو كمهندسين مدنيين وإنشائيين على حد سواء. ومنظمة دولية أخرى هي IABSE (الرابطة الدولية للجسر والهندسة الإنشائية). الهدف من هذه الرابطة هو تبادل المعرفة والنهوض بممارسة الهندسة الإنشائية في جميع أنحاء العالم في خدمة المهنة والمجتمع.

## التخصصات

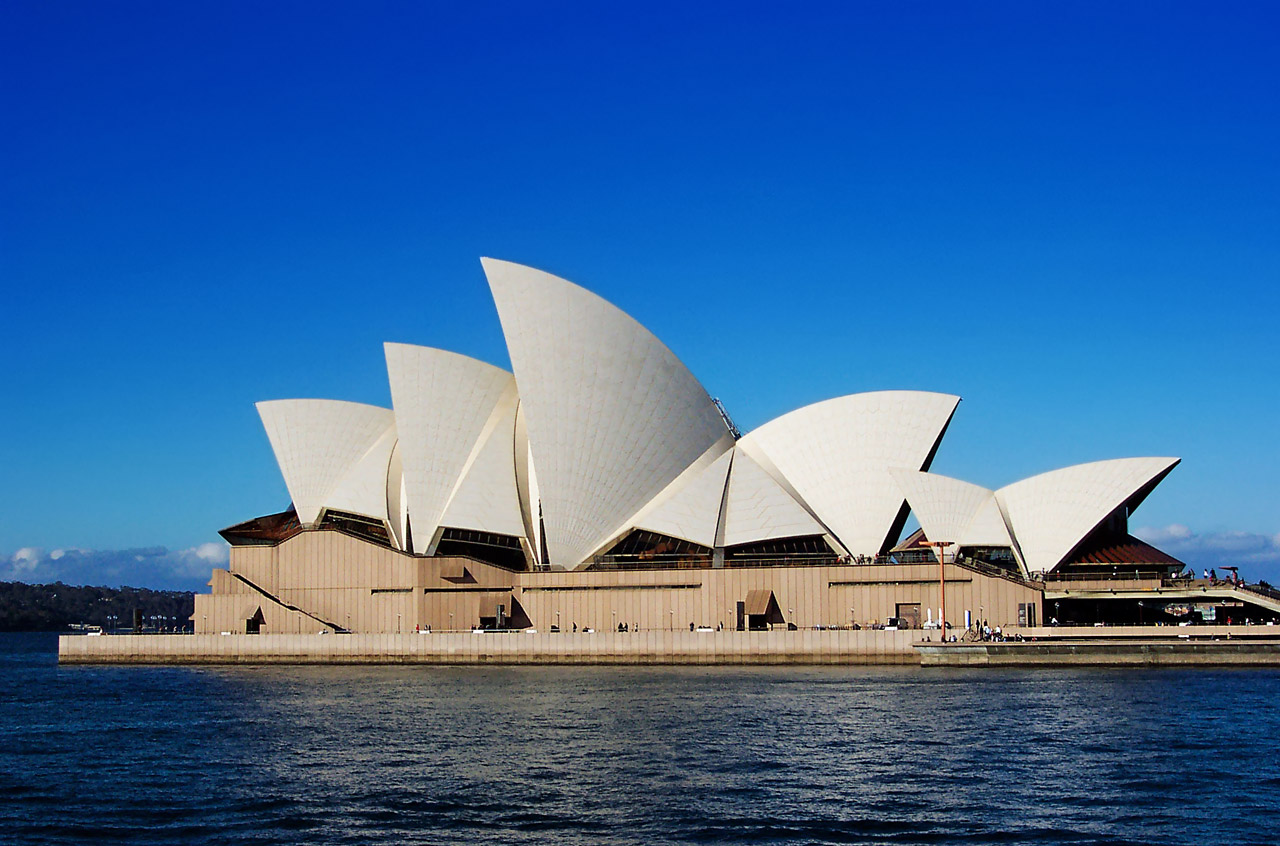
دار الأوبرا في سيدني ، صممه المهندس المعماري يورن أوتزون والتصميم الإنشائي من قبل أوفي أروب وشركاه

### بناء المنشاءات
انظر أيضا: هندسة البناء

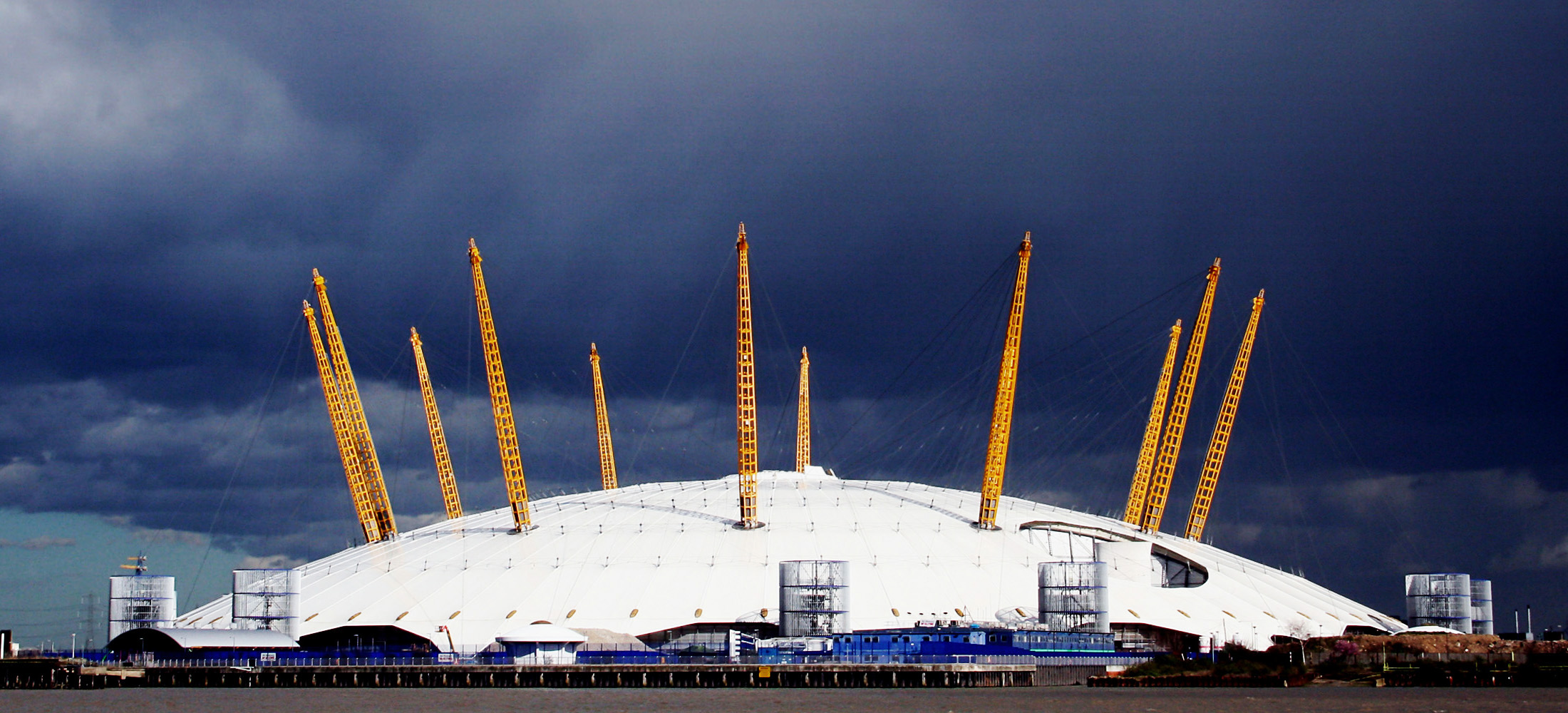
قبة الألفية في لندن، المملكة المتحدة، من تصميم ريتشارد روجرز وشركة بورو هابولد الهندسية.

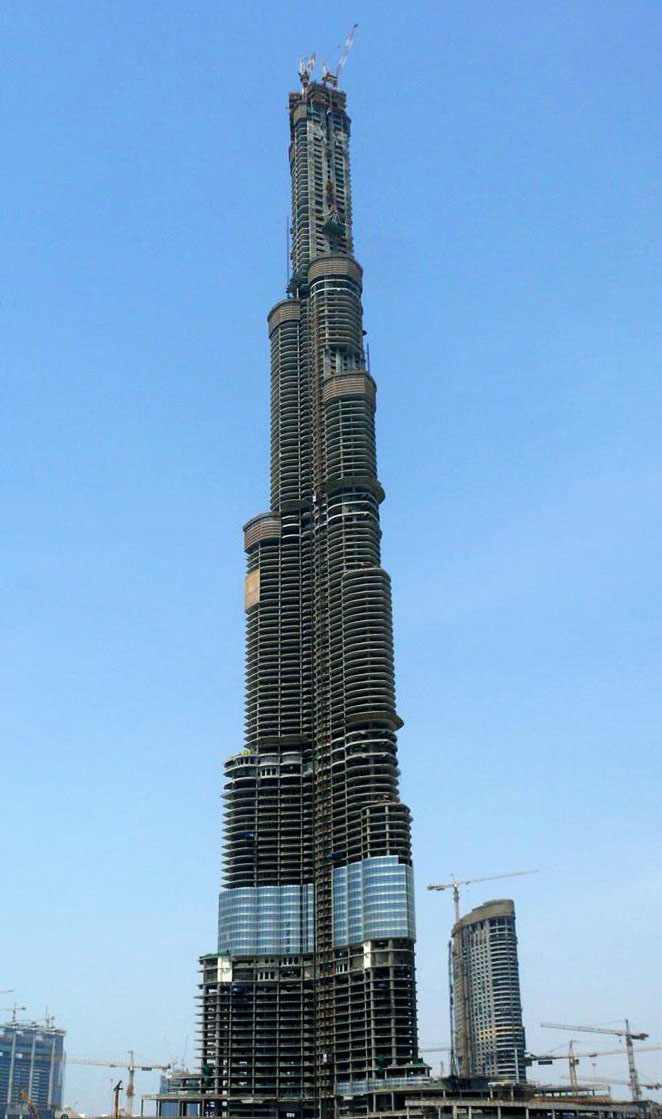
برج خليفة ، في دبي ، أطول مبنى في العالم ، يظهر تحت الإنشاء في عام 2007 (منذ الانتهاء)

تشمل هندسة البناء الإنشائية جميع الهندسة الإنشائية المتعلقة بتصميم المباني. وهو فرع من الهندسة الإنشائية المرتبطة بشكل وثيق مع الهندسة المعمارية.
إن هندسة البناء الإنشائية مدفوعة في المقام الأول بالتلاعب الخلاق للمواد والأشكال والأفكار الرياضية والعلمية الأساسية لتحقيق غاية تلبي متطلباتها الوظيفية وهي آمنة من الناحية الهيكلية عند إخضاعها لكافة الأحمال التي يمكن توقعها بشكل معقول. وهذا يختلف اختلافاً رائعاً عن التصميم المعماري، الذي يحركه التلاعب الخلاق بالمواد والأشكال والكتلة والفضاء والحجم والملمس والضوء لتحقيق غاية جمالية وعملية وفنية في كثير من الأحيان.
عادة ما يكون المهندس المعماري هو المصمم الرئيسي في المباني، مع مهندس هيكلي إنشائي كمستشار فرعي. تعتمد الدرجة التي يقود بها كل من التخصصين التصميم بشكل كبير على نوع المنشاءة. هنالك العديد من المنشاءات البسيطة من الناحية الإنشائية تقاد من قبل المهندس المعماري، مثل مباني المكاتب متعددة الطوابق ومبادي الإسكان، في حين أن الهياكل الأخرى، مثل هياكل الشد والمنشاءات القشرية والشبكات تعتمد بشكل كبير على شكلها لقوتها، وقد يكون للهندسة الإنشائية أهمية أكبر التأثير على الشكل، وبالتالي الجمالية، مقارنة بالهندسة المعمارية.
يجب أن يضمن التصميم الإنشائي للمبنى أن يكون المبنى قادرًا على الوقوف بأمان وقادرًا على العمل دون أي انحرافات مفرطة أو حركات قد تتعب العناصر الهيكلية أو تشققها أو فشل التركيبات أو التوصيلات أو الحواجز أو التأثير على راحة مستخدمي المنشاءة. ويجب أن يوضح في الحساب الحركات والقوى الناتجة من درجة الحرارة والزحف والشقوق والأحمال المفترضة. كما يجب أن يضمن أن يكون التصميم قابلا للتنفيذ عمليا ضمن درجة التحمل المقبولة للمواد. كما يجب أن تسمح للهندسة بالعمل، وخدمات البناء لتناسب داخل المبنى والوظيفة (تكييف الهواء، التهوية، مستخلص الدخان، الكهرباء، الإضاءة، إلخ). يمكن أن يكون التصميم الإنشائي للمبنى الحديث معقدًا للغاية، وغالبًا ما يتطلب فريقًا كبيرًا لإكماله.
تشمل تخصصات الهندسة الإنشائية للمباني ما يلي:
- هندسة الزلازل
- هندسة واجهات
- هندسة حرائق
- هندسة الأسقف
- هندسة الأبراج
- هندسة الرياح

### منشاءات هندسة الزلازل
المقال الرئيسي: منشاءات هندسية للزلازل

هرم مقاوم للزلازل إل كاستيلو ، تشيتشن إيتزا

هندسة الزلازل هي تلك الهندسة المهمة بخصوص الصمود الهندسة أمام الزلازل.
الأهداف الرئيسية لهندسة الزلزال هي فهم لتفاعل المنشاءات مع الاهتزاز، وتوقع عواقب الزلازل المحتملة، وتصميم وبناء مكونات في المنشاءة لمقاومة الزلزال. إن الهياكل المقاومة للزلازل ليست قوية للغاية مثل هرم إلكاستيلو في تشيتشن إيتزا الموضحة أعلاه. إحدى الأدوات الهامة للهندسة الزلزالية هي عزل القاعدة، والتي تسمح لقاعدة الهيكل بالتحرك بحرية مع الأرض.

### هياكل الهندسة المدنية
تشمل الهندسة الإنشائية المدنية جميع الهندسة الإنشائية المتعلقة بالبيئة المبنية. ويشمل:
- الجسور
- السدود
- الأعمال الترابية
- القواعد
- المنشاءات البحرية
- خطوط الأنابيب
- محطات توليد الطاقة
- السكك الحديدية
- الجدران الإستنادية
- الطرق
- الأنفاق
- الممرات المائية
- الخزانات
- البنية التحتية للمياه والصرف الصحي

المهندس الإنشائي هو المصمم الرئيسي لهذه المنشاءات، وغالبا ما يكون المصمم الوحيد. في تصميم منشاءات كهذه، حيث تعتبر السلامة الإنشائية ذات أهمية قصوى (في المملكة المتحدة، يجب أن يتم التوقيع على تصاميم للسدود ومحطات الطاقة النووية والجسور من قبل مهندس معتمد).
غالباً ما تخضع هياكل الهندسة المدنية لقوى متطرفة للغاية، مثل التغيرات الكبيرة في درجة الحرارة، والأحمال الديناميكية مثل الموجات أو المرور، أو الضغوط العالية من الماء أو الغازات المضغوطة. كما أنها غالباً ما يتم بناؤها في بيئات تتسبب في تأكل المواد المكونة للمنشاءة، مثل في البحر، أو في حالة المنشآت الصناعية أو تحت الأرض.

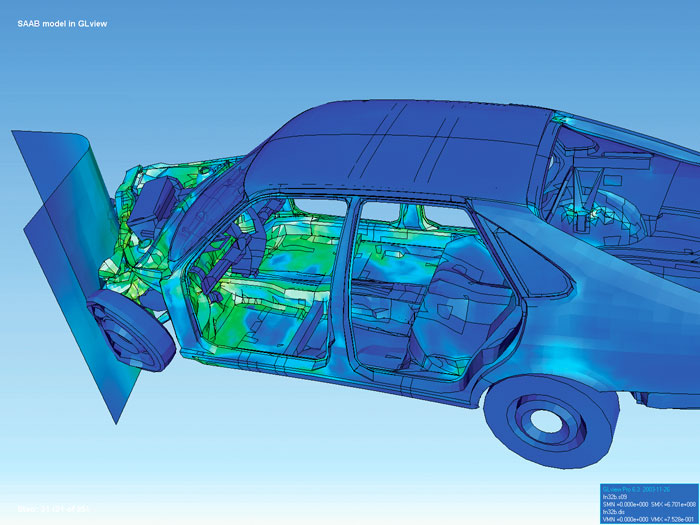
نموذج نمذجة لسيارة يظهر أجهادات الأصطدام

### الهياكل الميكانيكية
تنطبق مبادئ الهندسة الإنشائية على مجموعة متنوعة من الهياكل الميكانيكية (المتحركة). يفترض تصميم الهياكل الثابتة أن لديهم دائمًا نفس الهندسة (في الواقع، يمكن أن تتحرك الهياكل الثابتة بشكل ملحوظ، ويجب أن يأخذ التصميم الهندسي في الاعتبار ذلك عند الضرورة)، ولكن تصميم الهياكل المنقولة أو المتحركة يأخذ في الأعتبار إرهاق المواد المستخدمة بالأضافة الي الطريقة المختلفة لمقاومة الأحمال وإمكانية وجد انحرافات كبيرة في المنشاءة.
يمكن أن تختلف القوى التي تتعرض لها أجزاء من الماكينة بشكل كبير، ويمكنها أن يكون ذلك معدل التغيير كبيرا. كما تتنوع القوى التي يتعرض لها القارب أو الطائرة بشكل كبير والتي تتعرض لها آلاف المرات على مدى عمر المنشاءة. وعليه يجب أن يضمن التصميم الإنشائي لتلك المنشاءة أن تكون هذه المنشاءة قادرة على تحمل هذا التحميل طوال عمرها التصميمي بالكامل دون الفشل.
يمكن أن تتطلب هذه الأعمال الهندسة الإنشائية الميكانيكية:

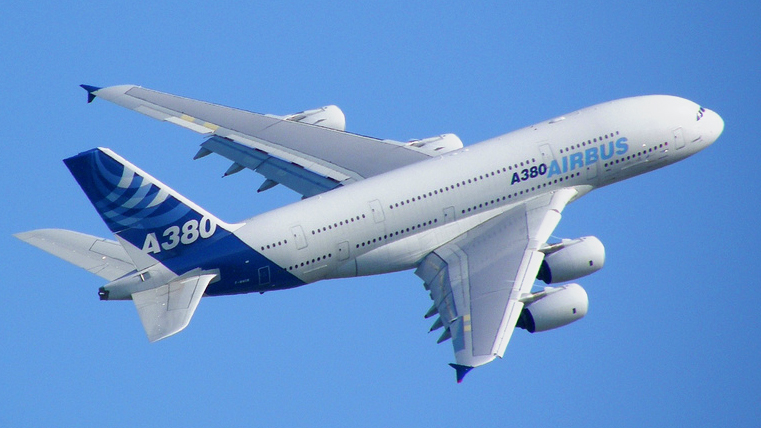
طائرة إيرباص A380 ، أكبر طائرة ركاب في العالم

- الغلايات وأوعية الضغط
- هياكل السيارات
- الرافعات
- المصاعد
- السلالم المتحركة
- هياكل السفن البحرية و القوارب

### هياكل الطيران

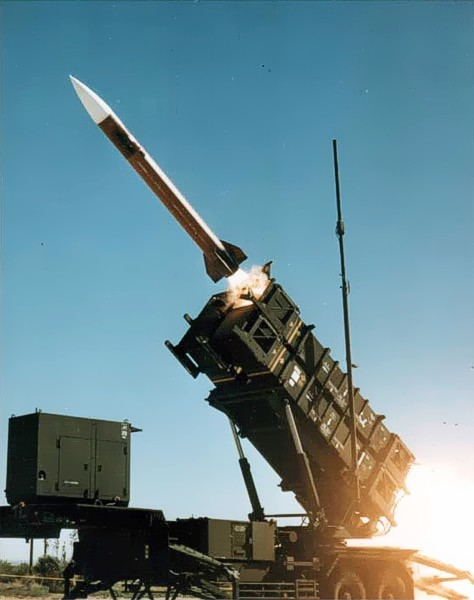
تصميم احتياجات الصواريخ في فهم متعمق للتحليل الأنشائي

تشمل أنواع هياكل الفضاء الجوي مركبات الإطلاق، (أطلس، دلتا، تيتان)، الصواريخ (ALCM ، Harpoon)، مركبات عالية السرعة (مكوك الفضاء)، الطائرات العسكرية (F-16، F-18) والطائرات التجارية (Boeing 777، MD-11)). تتكون هياكل الفضاء الجوي عادة من صفائح رفيعة ذات تقوية للأسطح الخارجية والحواجز والإطارات لدعم الشكل والمثبتات مثل اللحامات والمسامير والبراغي والمسامير لتثبيت المكونات معا.

### هياكل النانو
البنى النانوية هي كائن ذو حجم وسيط بين الهياكل الجزيئية والمجهرية (حجم الميكرومتر). في وصف النانو، من الضروري التمييز بين عدد الأبعاد على المقياس النانوي. السطوح النانوية النانوية لها بعد واحد على المقياس النانوي، أي أن سماكة سطح الجسم هي فقط بين 0.1 و 100 نانومتر. تحتوي الأنابيب النانوية على بعدين على المقياس النانوي، أي أن قطر الأنبوب يتراوح بين 0.1 و 100 نانومتر؛ طوله يمكن أن يكون أكبر من ذلك بكثير. وأخيراً، تحتوي الجسيمات النانوية الكروية على ثلاثة أبعاد على المقياس النانوي، أي أن الجسيم يتراوح بين 0.1 و 100 نانومتر في كل بُعد مكاني. غالبًا ما تُستخدم مصطلحات جسيمات متناهية الصغر وجسيمات متناهية الصغر (UFP) بشكل مترادف بالرغم من أن UFP يمكن أن يصل إلى نطاق الميكرومتر. غالباً ما يستخدم مصطلح «البنية النانوية» عند الإشارة إلى التقنية المغناطيسية.

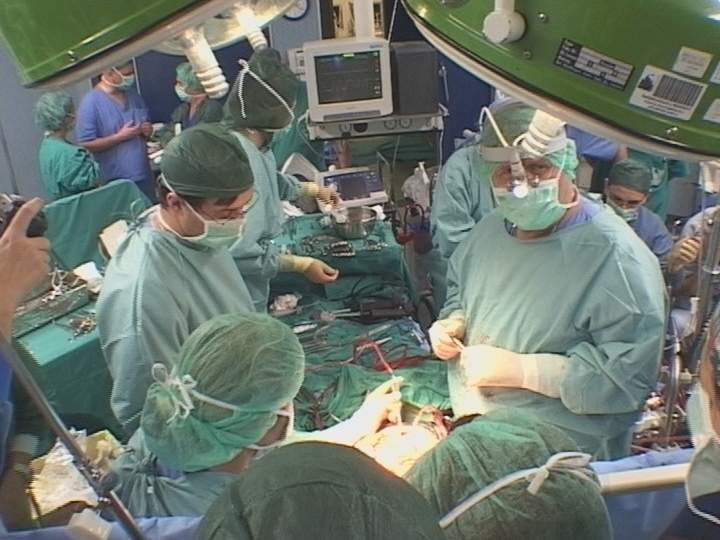
يحتاج تصميم المعدات الطبية إلى فهم متعمق للهندسة الإنشائية

### الهياكل المعدات الطبية
تم تصميم المعدات الطبية (المعروفة أيضا باسم armamentarium) للمساعدة في تشخيص ومراقبة أو علاج الحالات الطبية. هناك عدة أنواع أساسية: تشمل معدات التشخيص آلات التصوير الطبي، التي تُستخدم للمساعدة في التشخيص؛ وتشمل معدات ضخ ضخ، ليزر الطبية والآلات الجراحية لاسيك. تسمح المراقبين الطبيين للموظفين الطبيين بقياس الحالة الطبية للمريض. قد تقيس الشاشات العلامات الحيوية للمريض وغيرها من المعلمات بما في ذلك تخطيط القلب الكهربائي، و EEG ، وضغط الدم، والغازات الذائبة في الدم؛ كما يمكن استخدام الأجهزة الطبية التشخيصية في المنزل لأغراض معينة، على سبيل المثال، للسيطرة على مرض السكري. يعتبر فني معدات الطب الحيوي (BMET) عنصراً حيوياً في نظام تقديم الرعاية الصحية. يستخدم BMETs في المقام الأول من قبل المستشفيات، وهو المسؤول عن الحفاظ على المعدات الطبية في المنشأة.

## العناصر الإنشائية
المقال الرئيسي: هيكل فراغي

عارضة غير محددة إستاتيكيا، ومعرضة للانحناء تحت الحمل الموزع بأنتظام.

أي بنية تتكون أساسًا من عدد صغير فقط من أنواع العناصر المختلفة:
- أعمدة
- عارضة
- بلاطة
- أقواس
- هياكل قشرية
- السلاسل

يمكن تصنيف العديد من هذه العناصر وفقًا للنموذج (مستقيم، مستوي / منحنى) والبعدية (أحادي البعد / ثنائي الأبعاد):
|                          | أحادي البعد   | أحادي البعد   | ثنائي البعد       | ثنائي البعد    |
| ------------------------ | ------------- | ------------- | ----------------- | -------------- |
| (بشكل أساسي) عزوم إنحناء | عارضة         | قوس متواصل    | بلاطة، سقف خرصاني | مسطح مائل، قبة |
| (بشكل أساسي) إجهادات شد  | حبل           | سلاسل         | هياكل قشرية       | هياكل قشرية    |
| (بشكل أساسي) إجهادات ضغط | دعامات، أعمدة | دعامات، أعمدة | جدران حاملة       | جدران حاملة    |

## اقرأ أيضًا
- مهندس إنشائي